# 聖神主教座堂 (赫拉德茨-克拉洛韋)
聖神主教座堂（捷克語：Katedrála svatého Ducha）是天主教赫拉德茨-克拉洛韋教區的主教座堂，位于捷克赫拉德茨-克拉洛韋，建于1307年。在17世纪，该堂曾遭瑞典军队劫掠。1664年成为主教座堂。聖神主教座堂是一座哥特式建築。

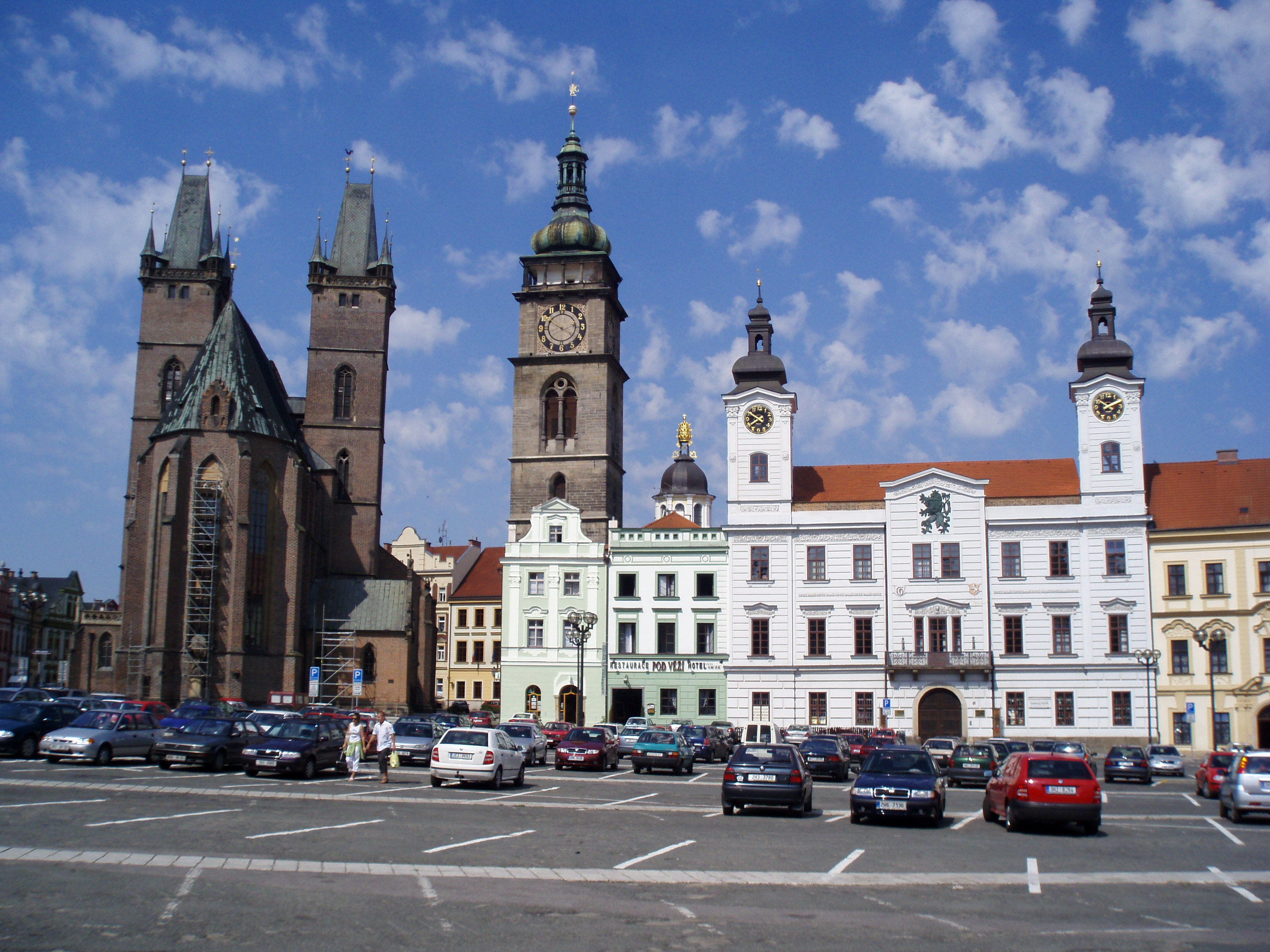
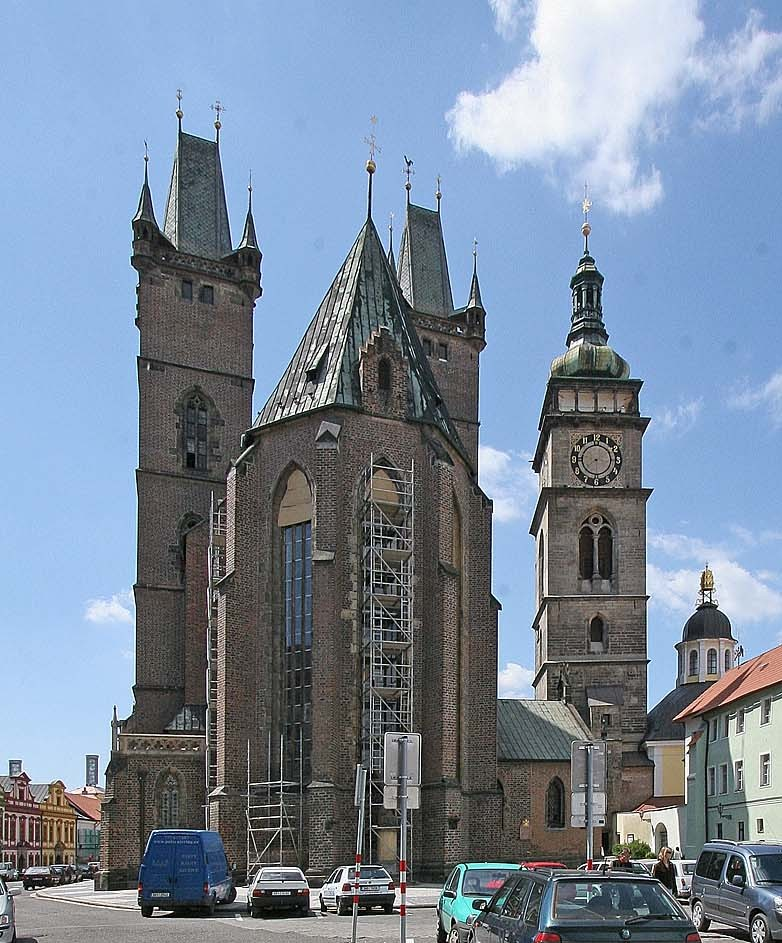
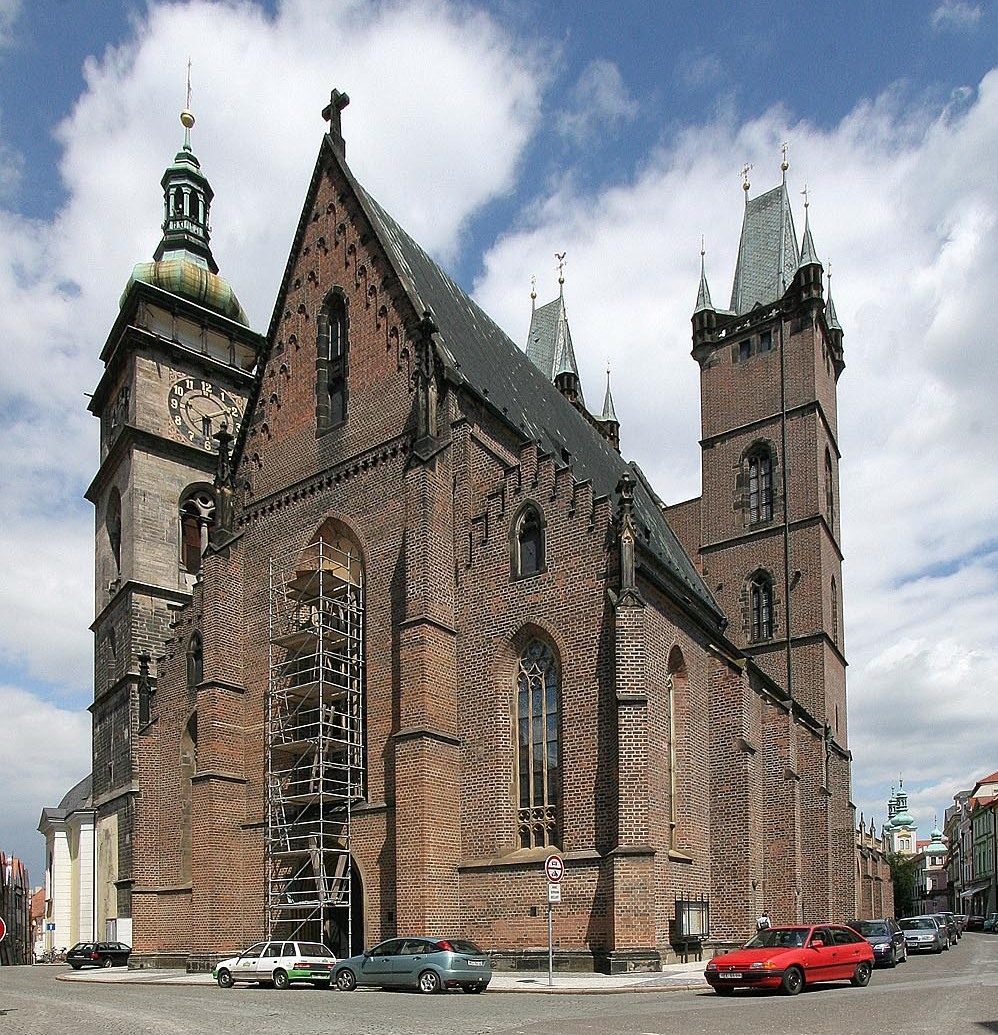
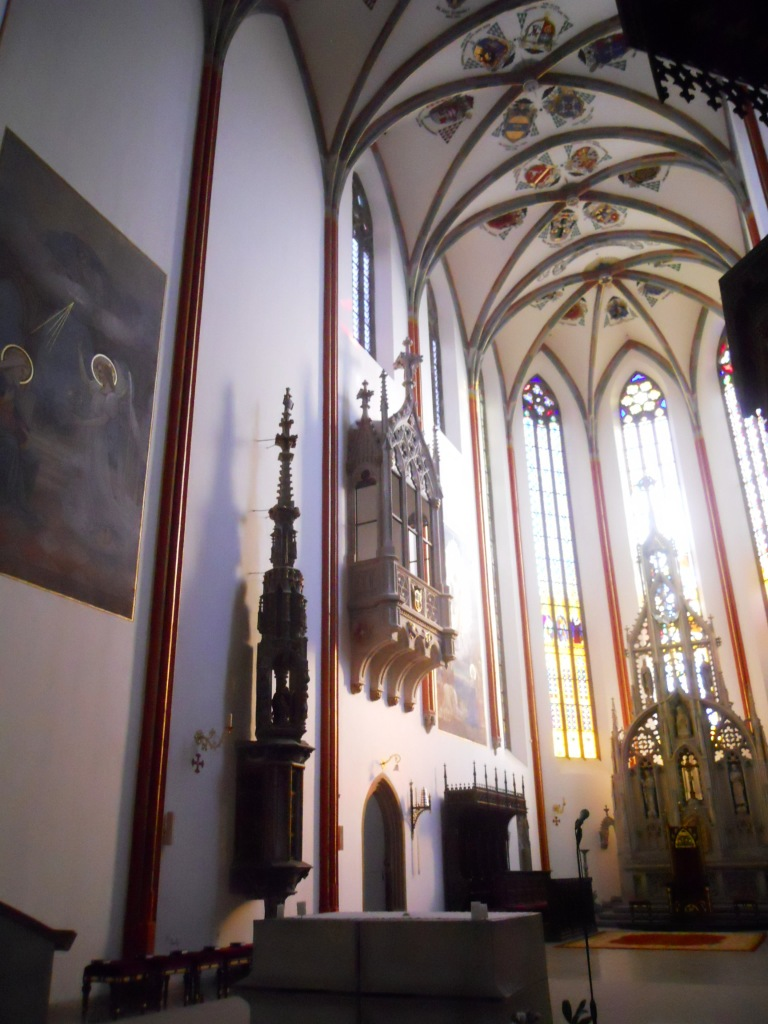
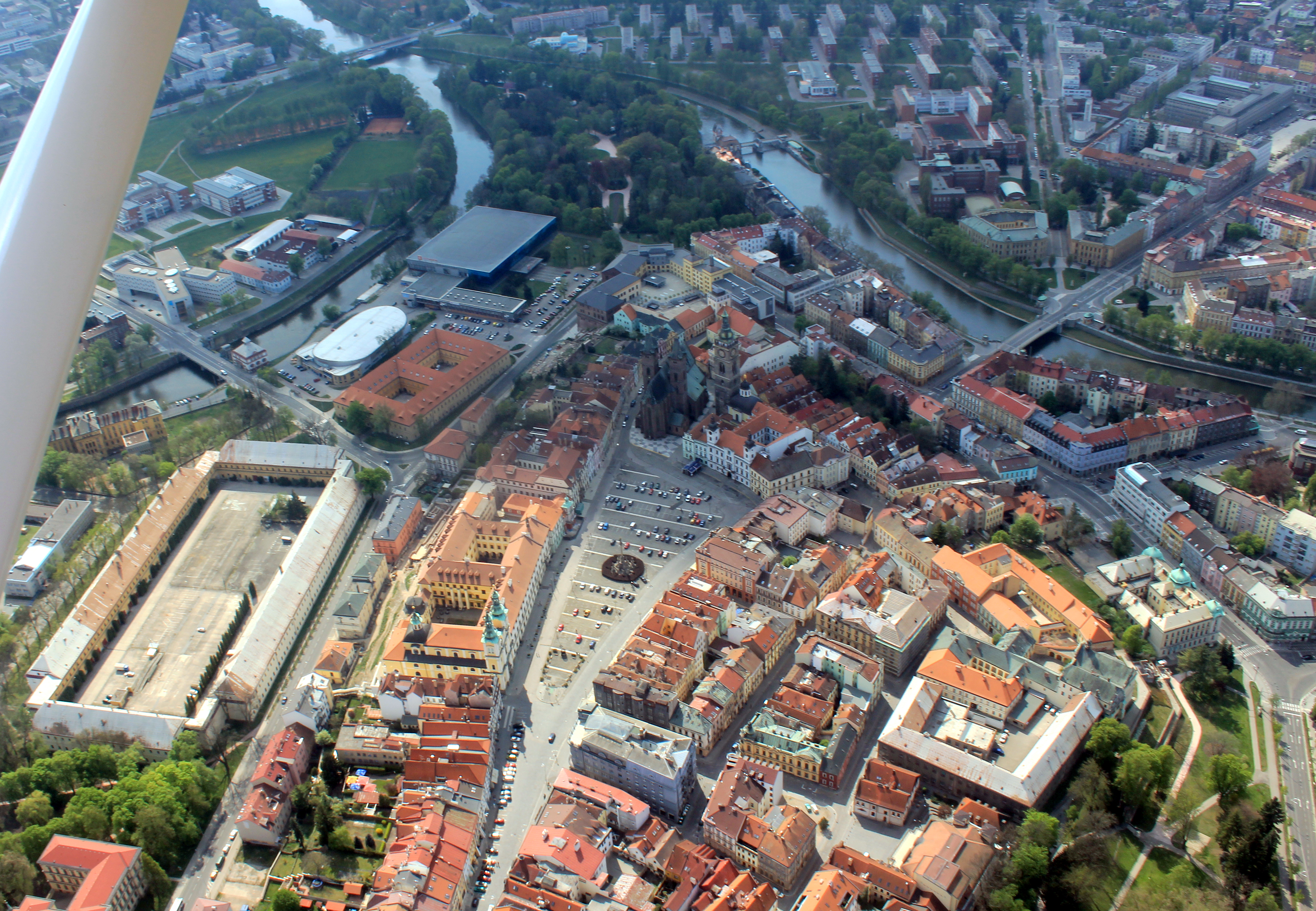

## 外部連結
- Daenery´s website （页面存档备份，存于）（捷克文）
- Oficial websites of Diocese （页面存档备份，存于）（捷克文）
- About cathedral on city´s websites

50°12′32″N 15°49′52″E / 50.2088°N 15.8310°E